# Paul Ernst Jablonski
Paul Ernst Jablonski (* 28. Dezember 1693 in Berlin; † 13. September 1757 in Frankfurt (Oder)) in lateinischen Publikationen auch Pavli (Pauli) Ernesti Iablonski war ein deutscher reformierter Theologe und Orientalist.

## Leben
Der Sohn des deutschen Oberhofpredigers Daniel Ernst Jablonski besuchte in Berlin das Joachimsthalsche Gymnasium und studierte anschließend Theologie an der Universität Frankfurt/Oder. Danach setzte er seine Studien in seiner Heimatstadt fort. Nachdem er 1714 eine Disquisitio de lingua Lycaonica herausgegeben hatte, reiste er bis 1720 durch Deutschland, Niederlande, England und Frankreich. In Liebenberg wurde Jablonski als Prediger angestellt. 1721 wurde er Professor der Philologie und außerordentlicher Professor der Theologie in Frankfurt (Oder), zugleich dort Prediger. Zum Doktor und ordentlichen Professor der Theologie wurde Paul Jablonski im Jahre 1727; im Jahre 1741 wurde ihm auf eigenen Wunsche das Prediger-Amt entzogen. 
Jablonski war Mitglied der Berliner Akademie der Wissenschaften und seit dem Juli 1724 mit Sophie Charlotte Bergius (* 29. April 1698; † 1779) verheiratet. Das Paar hatte 8 Kinder, einer seiner Söhne war der Hofprediger Daniel Siegfried Jablonski.

## Schriften
- Exercitatio historico-theologica de Nestorianismo. Haude, Berlin 1724. (Digitalisat)
- Disquisitio de lingua Lycaonica. Schouten, Utrecht 1724. (Digitalisat)
- Remphah Aegyptiorum deus ab Israelitis in deserto cultus. Conrad, Frankfurt (Oder) u. a. 1731, (Digitalisat)
- Dissertatio Historico-Theologica De Baptismo Arianorum Veterum In S.S. Trinitatem. (Resp. Johann Jacob Schrotberg) Schwartz, Frankfurt (Oder) 1734. (Digitalisat)
- De verbo otioso, cuius ratio in iudicio divino reddenda est ad Matth. XII, 36, exercitatio theologico-exegetica. (Resp. Ephraim Irwing) Schwartz, Frankfurt (Oder) 1734. (Digitalisat)
- De Terra Gosen Dissertatio. Alex, Frankfurt (Oder) 1735. (Diss. 1, Resp. Carl Ludolph Hunefeld), (Diss. 2, Resp. Andreas Friderich Heinz), (Diss. 3, Resp. Johannes Elsner), (Diss. 4, Resp. Albert Philip Ursinus), (Diss. 5, Resp. Eberhard Heinrich Daniel Stosch), (Diss. 6, Resp. Johannes Ludwig Megen), (Diss. 7, Resp. Melchior Ludwig Widekind), (Diss. 8, Resp. Philipp Jacob Ammendorff)
- Dissertatio Historico-Theologica Exhibens Genuinam Pauli Samosateni Episcopi Antiocheni Doctrinam. (Resp. Carl Collins) Alex, Frankfurt (Oder) 1736. (Digitalisat)
- Exercitationem De Morte Tragica Imperatoris Anastasii Dicori. Hubner, Prag 1744. (Digitalisat)
- Pantheon Aegyptiorvm, sive de Diis eorvm Commentarivs, cum Prolegomenis de Religione et Theologia Aegyptiorvm. 3 Teile. Kleyb, Frankfurt (Oder) 1750–1753, Digitalisat.
- De Memnone Graecorum et Aegyptiorum, huisque celeberrima in Thebaide statua syntagmata III. Kleyb, Frankfurt (Oder) 1753. (Digitalisat)
- Institutiones historiae christianae antiquioris. Kleyb, Frankfurt (Oder) 1754. (Digitalisat)
- De conditionibus vegetationi necessariis quaedam dissertaito inauguralis phyto-chemica. Nietack, Berlin 1832. (Digitalisat)